# Francesc Capdevila
Pour les articles homonymes, voir Capdevila et Max.
Francesc Capdevila, dit Max ou Alphamax, né le 17 septembre 1956 à Barcelone, est un auteur de bande dessinée espagnol. Auteur révélé par El Víbora au début des années 1980, c'est depuis un pilier de la bande dessinée d'auteur espagnole[réf. souhaitée]. En 2007, il est le premier récipiendaire du Prix national de la bande dessinée, distinction remise par l'État espagnol.

## Œuvres publiées en français
- Le Carnaval des Cerfs, Artefact, 1985.
- « Les Amies de Lilian », dans Anthologie El Víbora, Artefact, coll. « La Tranche », 1985, p. 96-111.
- Peter Pank :

1. Peter Pank, Artefact, 1985.
2. Ci-gît Peter Pank, Albin Michel, 1988.

- Femmes fatales (dessin), avec Mique Beltrán (scénario), Albin Michel, 1989.
- Le Rêve prolongé de Monsieur T., L'Association, coll. « Ciboulette », 1998.
- Chasseur de rêves, La Cupula, 2003. Recueil d'illustration réalisées entre 1973 et 2003.
- Cauchemar, dans 2[w] Set M, B.ü.L.b comix, 2004.
- Bardin le superréaliste (es), L'Association, 2006.
- Vapor, L'Apocalypse, 2013.
- Peter Pank, Rackham, 2014.
- El laberinto del cuco, installation participative en collaboration avec Companyia Itinerània. Une bande dessinée dessinée sur les murs d’un labyrinthe à parcourir pour «lire» l’histoire, 2021.

## Récompenses
- 1999 :  Prix Ignatz de la meilleure série pour Le Rêve prolongé de Monsieur T.[réf. souhaitée]
- 2007 : Prix national de la bande dessinée pour Bardin le superréaliste (es)[réf. souhaitée]